# Foruli
Foruli era un'antica città sabina, situata in corrispondenza dell'attuale frazione di Civitatomassa nel territorio di Scoppito (AQ).

## Geografia

### Territorio
Il vicus di Foruli era situato a circa 733 metri s.l.m., nella valle del Raio ed in corrispondenza dell'estremità sud-occidentale della conca aquilana.
La posizione era particolarmente strategica poiché all'incrocio tra la via Cecilia ― diramazione della via Salaria che collegava Interocrium con Amiternum e continuava verso il mare Adriatico attraversando il passo delle Capannelle ― e la via Claudia Nova che si sviluppava verso Aveia e Peltuinum.

## Storia
Foruli si sviluppò nella prima età imperiale quando l'area costituiva un importante crocevia commerciale, situata tra la via Cecilia e la via Claudia Nova, che proprio qui aveva la sua origine. In particolare, la strada tra Interocrium e Amiternum viene fatta risalire alla metà del III secolo a.C., dopo la conquista romana della Sabina, epoca in cui il vicus era già esistente come testimoniato dagli scritti di Tito Livio che ne fa menzione.
A differenza della vicina Amiternum, tuttavia, le notizie sulla città sono assai scarne. Ebbe il suo momento di massimo splendore tra il I secolo a.C. ed il II secolo d.C. quando ricadeva sotto la giurisdizione della præfectura Amiternina.
L'abitato era attraversato nel mezzo dal cardo e probabilmente circondata da una cinta muraria con torrioni circolari; si ipotizza inoltre la presenza di un acquedotto ed edifici a carattere pubblico, tra cui un teatro e un gymnasium.
La presenza di Foruli nella storiografia è attestata dal XVI secolo, sostenuta da resti archeologici come, ad esempio, un'iscrizione dedicata all'imperatore Augusto che cita i «vicani forulani». Altri importanti resti sono stati rinvenuti nei pressi della chiesa di San Giovanni Battista. Nella letteratura antichistica, il centro riveste una discreta importanza soprattutto per la sua natura di vicus.

### Annotazioni
1. ↑  L'identificazione dell'intera arteria con la via Cecilia si deve all'archeologo aquilano Niccolò Persichetti; altri studiosi, come Gerhard Radke, ritengono invece che il tratto tra Interocrium e Amiternum corrisponda alla via Calatina.

### Fonti
1. 1 2  Luigi Finocchietti, p. 167.
2. 1 2 3  Luigi Finocchietti, p. 168.
3. ↑  Alessandro Clemeneti, Elio Piroddi, p. 12.
4. ↑  Luigi Finocchietti, p. 172.
5. ↑  Luigi Finocchietti, p. 173.
6. 1 2  Luigi Finocchietti, p. 169.
7. 1 2  Luigi Finocchietti, p. 170.